# Carl August von Steinheil
Pour les articles homonymes, voir Steinheil.
Carl August von Steinheil né le 12 octobre 1801 à Ribeauvillé, en Alsace et mort le 14 septembre 1870, à Munich en royaume de Bavière est un physicien, inventeur, ingénieur et astronome allemand.

## Biographie

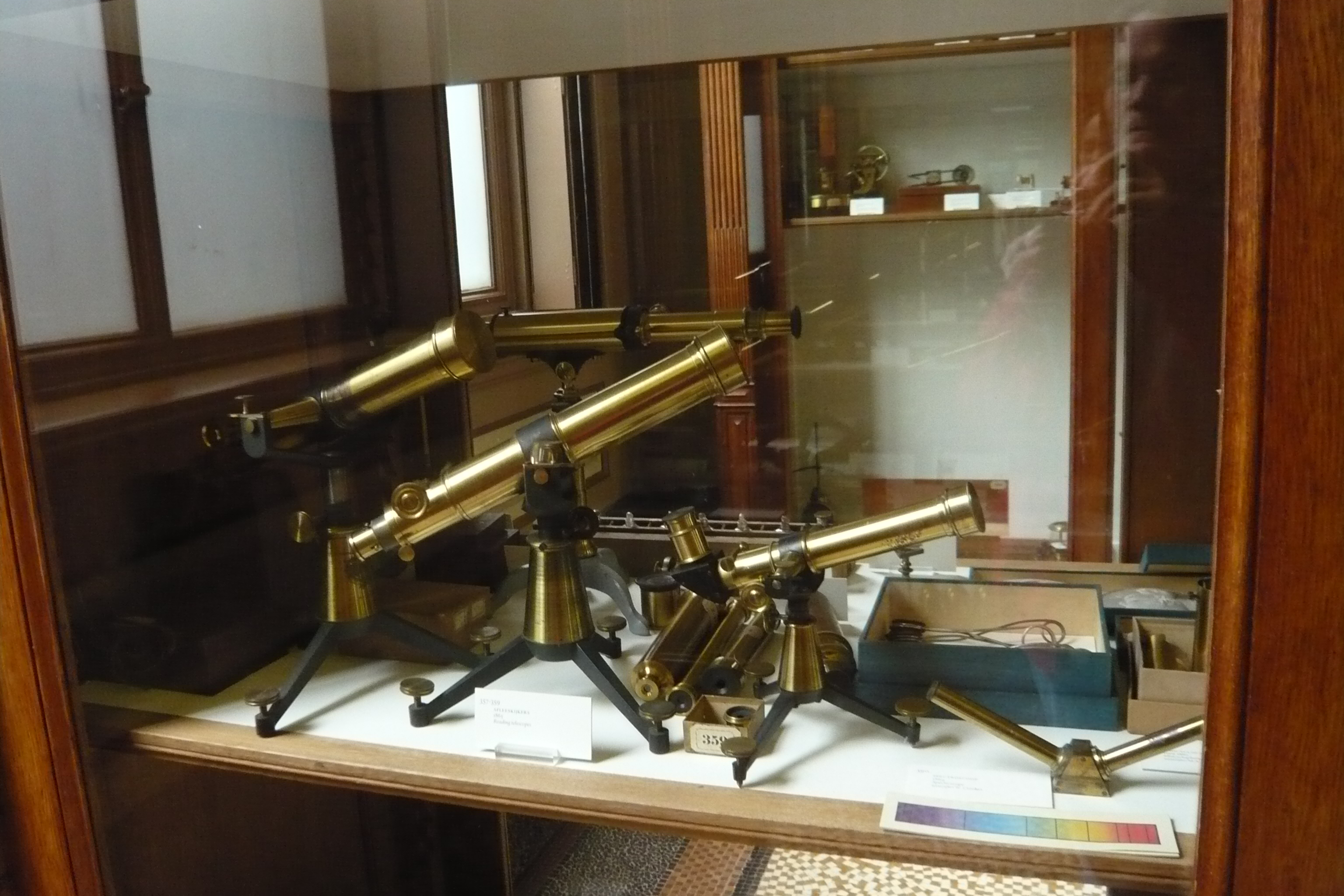
Télescopes

Carl August von Steinheil étudie le droit à Erlangen en 1821. Il étudie aussi l'astronomie à Göttingen, à Königsberg et pendant ses séjours au manoir de son père proche de Munich. De 1832 à 1849, Steinheil est professeur de mathématiques et physique à l'Université de Munich.
En 1839, Steinheil utilise du chlorure d'argent et un appareil photo pour faire des négatif du musée d'art et de la Cathédrale Notre-Dame de Munich, il prend aussi des photos avec une autre méthode des pellicules positives, l'actuelle reproduction d'une vue en noir et blanc. Les photographies qui sont faites avec cette méthode utilisent un diamètre de 4 cm, cette méthode est appelée « méthode de Steinheil ». C'est le premier Daguerréotype en Allemagne,.
En 1846, Steinheil travaille à Naples pour installer des nouveaux systèmes pour les poids et mesures. Trois ans après, il est nommé à la direction du Télégraphe du ministère du commerce Autrichien. Steinheil est chargé de concevoir un nouveau design pour le système de télégraphe de l'empire, et aide à la formation de la  Deutsch-Österreichischer Telegraphenverein (Société de télégraphe Germano-Autrichien).
En 1851, il commence la construction du système télégraphique Suisse. Steinheil retourne à Munich comme konservator (Conservateur de musée) pour la collection des mathématiques-physiques et au secrétariat du ministère du commerce de la Bavière.
En 1854, il crée la C. A. Steinheil & Söhne (de), une compagnie d'optique astronomique,. La compagnie créait des télescopes, spectroscopes et photomètres – une des inventions de Steinheil, est utilisée pour mesurer la luminosité. C.A. Steinheil & Söhne produisent de grands télescopes pour les observatoires d'Uppsala, de Mannheim, de Leipzig et d'Utrecht,. La compagnie produit aussi des lunettes et des télescopes équipés de miroirs argentés. Le procédé pour l'argenture des miroirs est développé par un ami de Steinheil Justus Liebig. En 1862, les fils de Steinheil prennent le contrôle de l'entreprise.
Steinheil est mort à Munich en Bavière le 14 septembre 1870. Il est enterré au cimetière Ancien cimetière du Sud (Munich).

## Inventions
- Terre (électricité)
- Le télégraphe d’impression
- L'Horloge électrique
- Le code Steinheil (code pour imprimer des points sur le papier par télégraphe, qui n'a pas été utilisé en raison de l'adoption du Morse (alphabet))
- Doublet achromatique
- L'argenture des surfaces de verre courbes (en coopération avec Léon Foucault)

## Héritage
- Steinheilite, un minéral transparent[3].